# Natalia Razumóvskaya
Natalia Víktorovna Razumóvskaya –en ruso, Наталья Викторовна Разумовская– (18 de agosto de 1975) es una deportista rusa que compitió en esquí acrobático. Ganó una medalla de oro en el Campeonato Mundial de Esquí Acrobático de 1999, en la prueba de acrobacias.

## Medallero internacional
| Campeonato Mundial | Campeonato Mundial | Campeonato Mundial | Campeonato Mundial |
| Año                | Lugar              | Medalla            | Competición        |
| ------------------ | ------------------ | ------------------ | ------------------ |
| 1999               | Meiringen (Suiza)  | Medalla de oro     | Acrobacias         |